# Olaf Galløe
Olaf Galløe, född 22 juni 1881, död 24 december 1965, var en dansk botaniker.
Olaf Galløe blev filosofie doktor vid universitetet i Köpenhamn 1913 och lektor vid Østre Borgerdydskole där 1923. Han gjorde grundläggande undersökningar av lavvegetationen efter ekologiska principer och utarbetade en metod för växtbeskrivningar, grundad på utvalda typindivider. Galløe gjorde sig även känd som en framstående tecknare, särskilt genom sitt bildverk Natural history of the Danish lichens (1-9, 1927–1948). Bland han övriga arbeten märks Danske Likeners Økologi (i Botanisk Tidsskrift, 28, 1908), Forberedende Undersøgelser til en almindelig Liken-Økologi (1913), The lichen flora and lichen vegetation of Iceland (i The botany of Iceland, 2, 1920) och Individforskning i Planteriget (i Dansk botanisk Arkiv, 5, 1928).